# Seewen
Seewen (toponimo tedesco) è un comune svizzero di 1 022 abitanti del Canton Soletta, nel distretto di Dorneck.